# Loweswater
Loweswater ist einer der kleineren Seen im nordenglischen Nationalpark Lake District. Er ist 1,2 km lang und 550 m breit, bei einer maximalen Tiefe von 16 m.

## Beschreibung
Der See liegt am westlichen Rand des Lake District etwa 12 km östlich der Küstenstadt Whitehaven und 10 km südlich Cockermouth und befindet sich im Besitz des National Trust.
Südlich des Sees liegen die Loweswater Fells genannten Berge mit Mellbreak, Gavel Fell, Blake Fell, Hen Comb und Burnbank Fell; im Norden liegen Fellbarrow und Low Fell.
Der Name leitet sich ab vom altnordischen lauf = belaubt/bewaldet und saer = See, sowie dem englischen Zusatz "water", mit dem viele Seen im Lake District bezeichnet werden, um deutlich zu machen, dass es sich um einen See handelt, weil viele althergebrachte Namen unverständlich geworden waren.
Ungewöhnlich an Loweswater ist, dass sein Abfluss Dub Beck nicht wie alle anderen Seen aus dem Gebiet des Lake District heraus, sondern zum Zentrum gerichtet ist. Bei Church Bridge mündet er in den Park Beck und schafft eine Verbindung zum Crummock Water etwas südlich dessen Abflusses River Cocker am Nordende des Sees.
Loweswater liegt eher am Rande der von Touristen frequentierten Gebiete, was nicht zuletzt auf die wenig spektakuläre Umgebung mit lediglich niedrigeren Hügeln zurückzuführen ist, im Gegensatz zu den gebirgigen und somit "attraktiveren" Bereichen der Nachbarseen Buttermere und Crummock Water.